# ゲオルク・ベーム
ゲオルク・ベーム（Georg Böhm、1661年9月2日 - 1733年5月18日）は、ドイツはテューリンゲン地方の有名な教会オルガニスト。一時期ハンブルクに勤めていた折り、ラインケンに学んだ可能性がある。その後ハノーファー宮廷のあるリューネブルクに移り、1698年に聖ヨハネ教会のオルガニストに就任、終生その地位にあった。専ら鍵盤楽器の作曲家として名を残しており、オルガンのための前奏曲とフーガや、チェンバロのためのパルティータは、バッハに影響を与えた。